# Devil May Cry 4
Devil May Cry 4 ist der Titel eines 2008 erschienenen Videospiels von Capcom. Es ist dem Actionspiel-Genre zuzuordnen. Es ist der vierte Teil der Devil-May-Cry-Reihe.
Das Spiel wurde 2008 für PlayStation 3, Xbox 360 und Windows veröffentlicht. 2015 erschien eine überarbeitete Fassung als Devil May Cry 4: Special Edition für Windows, PlayStation 4 und Xbox One.

## Handlung
Der Dämonenjäger ist Mitglied „Orden des Schwertes“, einer Gruppe von Kriegern, die gegen Dämonen kämpfen. Aber der Kampf gegen die Dämonen ist nicht der einzige Grund, warum sie kämpfen, sondern auch, um den Dämonenkrieger Sparda zu ehren, der einst gegen die Dämonen gekämpft hat, da er die Menschheit gerettet hat. Nero wurde als Kind von Kyries Familie adoptiert und ist mit ihr und ihrem älteren Bruder Credo zusammen aufgewachsen. Außerdem ist Nero ein Halbdämon. Nachdem Dante den Anführer des Ordens bei einem Fest zu Ehren Spardas ermordet hatte, jagte Nero ihn, um die blutige Tat zu rächen und nebenbei noch Kyrie vor dem scheinbar wahnsinnigen Halbdämonen zu beschützen. Nero war wütend und begann, gegen Dante zu kämpfen. Beim ersten Kampf mit Dante erwacht Neros verletzter rechter Unterarm und stellt sich als Dämon heraus. Allerdings steht der besessene Arm, auch Devil Bringer genannt, Nero als Waffe zur Verfügung. Später verbünden sich Dante und Nero und müssen gegen den Dämon Sanctus Diabolica kämpfen.

## Spielprinzip
Das Gameplay in Devil May Cry 4 ist wie bei den Vorgängern. Der Spieler muss sich durch Levels kämpfen, die „Missionen“ genannt werden, gelegentlich Rätsel lösen oder Gegenstände sammeln. Die Leistung in einer Mission wird von „D“, der niedrigsten Note, bis „SSS“, der höchsten Note, bewertet. Die Noten basieren auf verwendeten Gegenständen, gesammelten roten Kugeln, benötigter Zeit und durch abwechslungsreiche Combos. Eine Neuerung des Spiels ist die Spezialfähigkeit Devil Trigger. Man kann ihn Auslösen, wenn die Anzeige gefüllt ist. Eine weitere Neuerung ist, dass man mit zwei Charakteren spielen kann. Geändert ist auch das Shop-System. Neue Fähigkeiten werden jetzt mit den Proud Souls gekauft.

## Produktion und Veröffentlichung
Devil May Cry 4 ist am 8. Februar 2008 in Deutschland erschienen und wurde für die PlayStation 3 und für die Xbox 360 veröffentlicht. Am 11. Juli 2008 folgte die Veröffentlichung für PC. Zudem wurde das Spiel für beide Konsolen neben der normalen Version in Deutschland auch als auf insgesamt 7.000 Stück (jeweils 3.500 Stück für Xbox 360 und PlayStation 3) limitierte Collectors Edition als Steelbook veröffentlicht. Allerdings beinhaltet die deutsche Collectors Edition nur ein Artbook; die erste DVD des Devil May Cry (Anime), die in der amerikanischen Collectors Edition beiliegt, fehlt in der europäischen Auflage. Am 23. Juni 2015 erschien eine Neuauflage für PC, Xbox One und PlayStation 4 als digitale Downloadversion.
In einem Interview mit dem japanischen Magazin Famitsu sagten der Leiter der Entwicklung Hideaki Itsuno und Produzent Hiroyuki Kobayashi, dass das Spiel einen neuen Protagonisten „Nero“ haben werde. Allerdings lässt sich in der ungefähren Hälfte des Spiels der alte Hauptcharakter Dante ebenfalls spielen, und es ist möglich, auch alle bisher gespielten Missionen mit Dante zu wiederholen. Im Vergleich zu den bisher erschienenen Spielen wurden mehr Zwischensequenzen eingesetzt, bei denen, wie schon für Teil 3, Yuji Shimomura Regie führte.

## Rezeption
Devil May Cry 4 erhielt von der Fachpresse sehr gute Bewertungen, wobei besonders oft die spektakulären Bosskämpfe gelobt werden. Die Spieleplattform gamona.de urteilt: „Mit Devil May Cry 4 ist Capcom ein weiteres Action-Highlight gelungen, das wirklich Spaß macht und darüber hinaus noch bombastisch inszeniert ist“ (Wertung 88 %). GameSpy lobte das Gameplay und die Grafik des Spiels. In Bezug auf die Präsentation lobte GameTrailers die Sprachausgabe und die Kampfszenen, kritisierte aber den Dialog des Spiels. Die Einführung von Nero als neuem Protagonisten kam den Kritikern gut an.